# ان-فنیل‌نفتالن-۱-آمین
ان-فنیل‌نفتالن-۱-آمین (به انگلیسی: N-Phenylnaphthalen-1-amine) یک ترکیب شیمیایی با شناسه پاب‌کم ۷۰۱۳ است. 